# 2024年度Gold List得獎名單
2024年度Gold List獎（英語：2024Gold List）是非營利組織Gold House與亞太娛樂聯盟（英語：Coalition of Asian Pacifics，縮寫為「CAPE」）聯合舉辦的電影類獎項「Gold List」（另称「Gold House年度金榜」、「年度金榜」、「電影金榜」、「黃金名單」、「Gold List金榜獎」、「Gold House獎」）第4屆授獎活動，入圍與正式獲獎名單於2024年1月10日公佈。

## 概述
「Gold List」自從2023年起，演員類獎項採用統合機制，不再區分性別，包含非二元性別人士，改用最佳主演獎（Best Performance in a Leading Role）和最佳助演獎（Best Performance in a Supporting Role）表揚入圍者與贏得大獎者，但同樣延用頒發「榮譽提名獎（Honorable Mention）」給入圍但未取得正式大獎的對象表彰成就的機制。還有同樣不區分表彰演員性別的突破性演出獎（Breakout Performance）。
席琳·宋執導的《之前的我們》入圍四項獎項（最佳影片、最佳導演、最佳主演、最佳原創劇本）全部獲獎，其中主演葛莉塔·李和劉台午均入圍最佳主演獎，但最終由葛莉塔・李贏得該獎項。《喜幹會》的演員則有一名入圍最佳主演獎和三名入圍最佳助演獎，為入圍名單中最多演員入圍的作品。
宮崎駿的作品《蒼鷺與少年》共計入圍三個獎項，為該屆入圍動畫作品獎項最多者，在最佳動畫長片獎勝出。《蜘蛛人：穿越新宇宙》、是枝裕和執導的《怪物 (2023年電影)》、文·溫德斯的《我的完美日常》並列兩項獎項提名。

## 獲獎名單
- 註：標示粗體者為該屆獲獎者，導演與演員後方為執導或出演電影作品。標示「※」記號者為該屆新增獎項。

| 獎項                                                | 獲獎者                                                     | 榮譽提名獎 |
| --------------------------------------------------- | ---------------------------------------------------------- | --- |
| 最佳影片獎（Best Picture）                          | 《之前的我們》                                             | 《怪物》、《我的完美日常》                                                                                       |
| 最佳導演獎（Best Director）                         | 席琳·宋《之前的我們》                                      | 宮崎駿《蒼鷺與少年》、陳英雄《火上鍋》                                                                           |
| 最佳主演獎（Best Performance in a Leading Role）    | 葛莉塔·李《之前的我們》                                    | 艾希莉·朴《喜幹會》、基努·李維《捍衛任務4》、役所廣司《我的完美日常》、安藤櫻《怪物》）、劉台午《之前的我們》    |
| 最佳助演獎（Best Performance in a Supporting Role） | 查爾斯·梅爾頓《五月的你，十二月的她》                      | 里茲·阿邁德《指引兩顆心》、莎賓娜·伍《喜幹會》、雪莉·寇拉《喜幹會》、劉思慕《Barbie芭比》、史蒂芬妮·許《喜幹會》 |
| 最佳原創劇本獎（Best Original Screenplay）          | 《之前的我們》                                             | 《蒼鷺與少年》、《喜幹會》                                                                                       |
| 最佳改編劇本獎（Best Adapted Screenplay）           | 《蜘蛛人：穿越新宇宙》                                     | 《下一球，勝利》、《Shortcomings》                                                                               |
| 最佳動畫長片獎（Best Animated Feature）             | 《蒼鷺與少年》                                             | 《元素方城市》、《怪物少女妮莫娜》、《鈴芽之旅》                                                                 |
| 最佳原創歌曲獎                                      | 《Can’t Catch Me Now》（出自《飢餓遊戲：鳴鳥與游蛇之歌》） | 《All Love Is Love》（出自《Dicks: The Musical》）、《I AM》（出自《美國不平等的根源》）                         |
| 最佳紀錄長片獎（Best Documentary）                  | 《To Kill a Tiger》（殺死一隻老虎）                        | 《AKA Mr. Chow》、《Liquor Store Dreams》                                                                        |
| 最佳實景短片獎（Live Action Short）                 | 《Yellow》                                                 | 《Closing Dynasty》、《Eid Mubarak》、《Take Me Home》                                                           |
| 最佳紀錄短片獎（Best Documentary Short）            | 《Between Earth and Sky》                                  | 《Island in Between》、《奶奶與外婆》                                                                            |
| 最佳動畫短片獎（Best Animated Short）               | 《WAR IS OVER! Inspired by the Music of John & Yoko》      | 《Our Uniform》、《The Old Young Crow》                                                                          |
| 突破性演出獎（Breakout Performance）                | 林賽·華生《風與清算》                                      | 不適用 |
| 突破性獨立電影獎（Breakout Independent Film）       | 《有禮會社》                                               | 不適用 |

## 外部連接
- Gold House Gold List官方網站 （页面存档备份，存于）